# Отряд-Алабузька сільська рада
Отря́д-Ала́бузька сільська рада (рос. Отряд-Алабугский сельский совет) — сільське поселення у складі Звіриноголовського району Курганської області Росії.
Адміністративний центр — село Отряд-Алабуга.
Населення сільського поселення становить 392 особи (2017; 495 у 2010, 844 у 2002).

## Склад
До складу сільського поселення входять:
| Населений пункт     | Населення, осіб (2002) | Населення, осіб (2010) |
| ------------------- | ---------------------- | ---------------------- |
| Жаворонки, присілок | 328                    | 201                    |
| Зубаревка, присілок | 257                    | 156                    |
| Отряд-Алабуга, село | 259                    | 138                    |